# Microsoft Windowsの歴代バージョンの比較
Microsoft Windowsの歴代バージョンの比較（マイクロソフトウィンドウズのれきだいバージョンのひかく）では、Windowsの歴史、特徴、およびその影響について、体系的に解説する。
Windowsとは、米国のマイクロソフト社によって開発されたオペレーティングシステム（OS）のファミリーである。初のバージョンは1985年にリリースされ、以来、個人用および業務用コンピュータの標準的なOSの一つとして広く利用されている。Windowsは、グラフィカルユーザーインターフェイス（GUI）を搭載したOSとして、当時の主流であったコマンドラインインターフェイス型のMS-DOSと一線を画していた。
この主題が重要とされる理由は、Windowsがデジタル技術の進歩とともに進化し、コンピューティング環境において不可欠な役割を果たしている点にある。その影響は、個々のユーザー体験から、ビジネス、教育、そしてエンターテインメントの分野に至るまで広範囲に及ぶ。さらに、Windowsは技術史の中で多くの革新を導入しており、他のオペレーティングシステムやソフトウェアの開発にも多大な影響を与えてきた。

## 誕生
Windowsの歴史は1980年代半ばにまでさかのぼる。マイクロソフトは当初、MS-DOSというコマンドライン型のオペレーティングシステムを開発していたが、よりユーザーフレンドリーなインターフェイスを求めて、グラフィカルユーザーインターフェイス（GUI）を採用したWindowsの開発を開始した。1985年にリリースされた初のバージョン「Windows 1.0」は、アプリケーションのウィンドウ操作やマウス入力のサポートなど、当時としては画期的な機能を提供した。しかしながら、性能や互換性の制約から、普及は限定的であった。
その後、1990年代には「Windows 3.0」「Windows 95」などのリリースを経て、Windowsは市場での地位を確立していく。「Windows 95」はスタートボタンやタスクバーといった革新的なインターフェイス要素を導入し、プラグアンドプレイ機能による周辺機器の簡易な接続を実現した。また、この頃には家庭用コンピュータが急速に普及し始めており、Windowsはその需要に応える形で進化を続けた。
2000年代に入ると、「Windows XP」がリリースされ、安定性、セキュリティ、使いやすさの面で高い評価を受けた。これに続く「Windows Vista」では、グラフィック機能が強化されたものの、パフォーマンスの課題が指摘され、ユーザーから賛否両論を受けた。後継の「Windows 7」は、Vistaの欠点を解消しつつ、新しいUI要素を取り入れたことで多くの支持を得た。
近年では、「Windows 10」および「Windows 11」がリリースされ、クラウド技術やAIとの統合が進む一方で、ユーザーインターフェイスのデザインも現代的なものへと刷新されている。これらの進化は、個人ユーザーだけでなく、ビジネスや教育現場における使用にも影響を与えており、Windowsは依然として世界中で幅広く利用されているオペレーティングシステムです。。以下の表では、Windowsの歴代バージョンの主な特徴をまとめております。
| Windowsバージョン | リリース年 | 全てのサポート 終了年月日 | 主な特徴                                     | 参考文献 |
| ----------------- | ---------- | ------------------------- | -------------------------------------------- | -------- |
| Windows 1.0       | 1985年     | なし                      | GUI採用、MS-DOSベース                        | [ 8 ]    |
| Windows 2.0       | 1987年     | 以下、同様                | 重ねられるウィンドウ、ショートカットキー     | [ 9 ]    |
| Windows 3.0       | 1990年     | 以下、同様                | 16ビットアーキテクチャ、アイコン導入         | [ 10 ]   |
| Windows 3.1       | 1992年     | 2001年12月31日            | TrueTypeフォント、マルチメディア対応         | [ 11 ]   |
| Windows 95        | 1995年     | 2001年12月31日            | スタートメニュー、タスクバー、プラグ&プレイ  |          |
| Windows 98        | 1998年     | 2006年7月11日             | USBサポート、Internet Explorer 4             | [ 12 ]   |
| Windows ME        | 2000年     | 2006年7月11日             | システム復元、デジタルメディア強化           |          |
| Windows 2000      | 2000年     | 2010年7月13日             | NTカーネル、Active Directory対応             | [ 13 ]   |
| Windows XP        | 2001年     | 2014年4月8日              | 新UI、安定性向上、テーマ変更                 | [ 14 ]   |
| Windows Vista     | 2006年     | 2017年4月11日             | Aero UI、セキュリティ強化                    | [ 15 ]   |
| Windows 7         | 2009年     | 2020年1月14日             | 高速化、タッチ操作強化                       | [ 16 ]   |
| Windows 8         | 2012年     | 2023年1月10日             | Modern UI、スタートメニュー廃止              | [ 17 ]   |
| Windows 8.1       | 2013年     | 2023年1月10日             | スタートボタン復活、SkyDrive(現OneDrive)統合 | [ 18 ]   |
| Windows 10        | 2015年     | 2025年10月14日            | 継続的アップデート、仮想デスクトップ         | [ 19 ]   |
| Windows 11        | 2021年     | 情報なし                  | モダンUI、クラウド統合、セキュリティ強化     | [ 20 ]   |

## 課題
Windowsの進化は、技術的な革新と市場の要求に応じた変化の積み重ねによって形成されている。その過程では、ユーザーインターフェイス、アーキテクチャ、互換性の方針など、様々な要素が議論の対象となってきた。特に、Windowsの設計における「オープン性」と「独占性」のバランスは、長年にわたり議論されてきたテーマの一つである。
また、Windowsのソフトウェア互換性に関しても、立場の違いが存在する。マイクロソフトは、従来のWindowsアプリケーションとの互換性を維持しつつ、新しい技術を導入する方向性を取っているが、これにより時折、レガシーコードの維持が技術的な負担となる問題も指摘されている。例えば、Windows 8では従来のスタートメニューを廃止する試みが行われたが、ユーザーからの反発を受け、Windows 10で再導入された。この事例は、機能革新とユーザーエクスペリエンスの両立に関する議論を象徴するものといえる。
さらに、Windowsのビジネスモデルやライセンス形態も議論の対象となる点の一つである。従来はパッケージ販売が主流であったが、Windows 10以降は「Windows as a Service（WaaS）」という形で継続的なアップデートを提供する方針へ移行した。この変化により、ユーザーは常に最新の機能を利用できる一方で、更新の管理やプライバシーに関する懸念が生じた。特に、Windows 11ではハードウェア要件の引き上げが物議を醸し、古いデバイスの利用可能性が制限されたことに対する批判も見られた。
これらの議論を踏まえると、Windowsの進化には技術的革新、ユーザーの受容、ビジネス戦略など、複数の要素が交錯していることが分かる。特定の方針が導入されるたびに、それがもたらす影響について賛否が分かれるのは、Windowsの歴史において繰り返される現象である。

## 影響
Windowsの進化は、単なるオペレーティングシステムの発展にとどまらず、広範な技術的・社会的影響を及ぼしている。特に、ソフトウェアエコシステムの形成、クラウド技術との統合、そしてオープンソースとの関係性など、Windowsを取り巻く環境は時代とともに変化してきた。
技術的側面では、Windowsは長年にわたってハードウェアとソフトウェアの標準を定めてきた。その過程で、DirectXの導入によりゲーム産業の発展を加速させ、Windows Serverの発展を通じて企業向けITインフラの整備に貢献した。近年では、クラウドコンピューティングの普及に伴い、Microsoft Azureとの統合が進み、OSの役割が従来の単体製品からクラウド基盤の一部へと拡張されている。
また、オープンソースとの関係についても議論の対象となっている。Windowsは従来、商業OSとしてクローズドな開発方針を採用していたが、近年ではLinuxとの互換性を強化し、WSL（Windows Subsystem for Linux）の導入により開発環境の多様性を拡張している。これにより、オープンソースソフトウェアとの共存が可能となり、企業や開発者の選択肢が広がった。
社会的な影響としては、Windowsの普及がデジタル格差の形成に影響を与えた側面もある。特定の地域や経済層では、ライセンス価格やハードウェア要件が障壁となり、十分にWindows環境を活用できないケースが指摘されている。その一方で、教育機関におけるWindowsの導入は、コンピュータリテラシーの向上に貢献しており、特にオフィスソフトウェアの標準化によってビジネススキルの普及に寄与している。

## 進化
Windowsは、その登場以来コンピューティング環境の中心的な存在として進化を続けてきた。初期のGUI採用から始まり、企業向け機能の強化、ユーザー体験の向上、クラウドやAIとの統合へと展開され、オペレーティングシステムとしての役割を広げてきた。技術革新と市場の要請に応じる形で、多くの変更が加えられ、時には論争を引き起こしながらも、依然として業界の標準的な選択肢の一つであり続けている。
その進化の過程では、互換性維持と新技術導入のバランス、オープンソースとの関係、ライセンス形態の変化など、多くの課題が浮かび上がった。特定の方針が採用されるたびに、技術的な利点と市場への影響が評価され、ユーザーの期待に沿う形で次世代の改良が行われてきた。Windowsの歴史は、単なるOSの進化という枠を超え、コンピュータの発展そのものと密接に関係している。
今後の展望としては、クラウド技術のさらなる統合、AI活用による利便性向上、新たなデバイスへの最適化が注目される。特に、ハードウェア要件の変化やセキュリティ強化がどのように進められるかは、今後のWindowsの方向性を左右する重要な要素となる。技術革新とユーザーの求める利便性の間でどのような形の進化を遂げるかが、今後も議論されることになるだろう。